# АО-10 (авиационная бомба)
АО-10 — советская 10-кг (фактически — 6,22-9,66 кг (без взрывателя) у разных модификаций) осколочная авиационная бомба.

## История создания и дальнейшего развития
Разработана в 1933 году в «Спецтехбюро» как ОАБ-8 (индекс Артиллерийского Управления РККА — 55-О-182; в конце 1940 года переименована в АО-10). Бомба изготовлялась из стальных корпусов осколочно-фугасных «дальнобойных» 76,2-мм артиллерийских снарядов. Принята на вооружение и запущена в серийное производство в том же году.
В результатье испытаний (итоги которых были оценены как «положительные») на вооружение были приняты авиабомбы АО-8м4 первого варианта (с перьевыми стабилизаторами) и второго варианта (с коробчатыми стабилизаторами). В конце 1939 года на вооружение поступили авиабомбы АО-8м5 — те же АО-8м4, но модернизированные под использование штатных авиационных бомбовых взрывателей для малокалиберных авиабомб АГМ-1, вместо прежде используемых специально разработанных для АО-8 взрывателей АГМ-3.
В 1940 году Государственным Союзным Конструкторским Бюро № 47 (ГСКБ-47 — ныне Акционерное общество "Научно-производственное объединение «Базальт» (АО "НПО «Базальт») Государственной Корпорации «Ростех») была создана 8-кг осколочная авиабомба, выделываемая из 76,2-мм осколочно-фугасных снарядов «недальнобойной» (для полковых и горных пушек) аэродинамической формы. Эти авиабомбы были приняты на вооружение в начале 1940 года под маркой АО-8м6-бис (индекс ГАУ Народного комиссариата обороны Союза ССР — 7-О-182Б). В конце того же года бомбу переименовали в АО-10-6,5-бис в связи с принятием новых стандартов обозначения боеприпасов.
В начале 1941 года было решено переделывать в осколочные авиабомбы 76,2-мм артиллерийские снаряды не только со стальными корпусами, но и с корпусами из сталистого чугуна. Бомбы, переделанные из таких снарядов, пошли в серию как АО-8м6сч. Однако осколочное действие АО-8м6сч существенно уменьшилось по сравнению со стальными авиабомбами того же калибра. В 1941 году авиабомбы АО-8м6сч были переименованы (по указанным выше причинам) в АО-10-6,5сч. С конца года они выпускались с новым перьевым стабилизатором, оснащённым тормозным диском на конце (что позволило несколько уменьшить — c 591—604 мм до 465,6 — 478 мм — общую длину авиабомбы, предназначенной в основном для снаряжения ротативно-рассеивающих авиационных бомб — РРАБ; по современной классификации авиационных бомб — это противопехотная кассетная авиабомба).
В качестве курьёза можно отметить, что в марте 1940 года на заводе № 12 имени Серго Орджоникидзе Народного комиссариата боеприпасов Союза ССР 12 тысяч корпусов авиабомб АО-8 из сталистого чугуна по ошибке снарядили так называемой «французской смесью». Испытания бомб из этой партии в НИИ-6 Наркомата боеприпасов показали полное отсутствие осколочного поля при их взрыве: сталистый чугун просто крошился в пыль, а единственным «осколком» был стальной стабилизатор авиабомбы. Тем не менее, Главное Управление ВВС РККА приняло эту партию авиабомб на вооружение (они, таким образом, стали самыми маленькими фугасными авиабомбами в истории).

## Тактико-технические характеристики8 (10)-кг советских осколочных авиационных бомб[5]
| 8 (10)-кг осколочные авиационные бомбы СССР 1933-1941 гг.            |         |                            |                            |                 |                      |                                            |
| Тип                                                                  | Масса   | Масса взрывчатого вещества | Общая длина без взрывателя | Диаметр корпуса | Размах стабилизатора | Взрыватель                                 |
| ОАБ-8 обр. 1933 г. (АО-8м6 обр. 1936 г., АО-8м6 обр. 1939 г.)        | 6,53 кг | 0,72 кг                    | 595—606 мм                 | 75,2 мм         | 100 мм               | 1 шт. (АГМ-1к/д, АВ-4, АМ-А)               |
| АО-8м3 обр. 1936 г.                                                  | 7,29 кг | 1,0 кг                     | 570—595 мм                 | 75,7 мм         | 100 мм               | 1 шт. (АГМ-3, АМ-3, АГМ-3к/д)              |
| АО-8м4 обр. 1938 г.                                                  | 7,02 кг | 1,0 кг                     | 450—460 мм                 | 75,7 мм         | 100 мм               | 1 шт. (АГМ-3, АМ-3, АГМ-3к/д)              |
| АО-8м5 обр. 1939 г.                                                  | 7,4 кг  | 1,0 кг                     | 570—595 мм                 | 75,7 мм         | 100 мм               | 1 шт. (АГМ-1, АГМ-1к/д, АМ-А, АВШ-2, АВ-4) |
| АО-8м6 обр. 1939 г. (АО-10-6,5сч обр. 1941 г.)                       | 6,22 кг | 0,72 кг                    | 575—487 мм                 | 76,1 мм         | 100 мм               | 1 шт. (АГМ-1к/д, АВ-4, АМ-А)               |
| АО-8м6сч обр. 1939 г.                                                | 6,67 кг | 0,78 кг                    | 591—604 мм                 | 76,1 мм         | 60 мм                | 1 шт. (АВ-4, АМ-А)                         |
| АО-8м6-бис обр. 1940 г. (АО-10-6,5-бис обр. 1940 г.)                 | 6,9 кг  | 0,7 кг                     | 445—462 мм                 | 75,7 мм         | 100 мм               | 1 шт. (АГМ-1к/д, АВ-4, АМ-А)               |
| АО-8м6сч обр. 1940 г. для снаряжения РРАБ (АО-10-6,5сч обр. 1940 г.) | 6,4 кг  | 0,78 кг                    | 465—478 мм                 | 76,1 мм         | 100 мм               | 1 шт. (АГМ-1к/д)                           |
| АО-10сч обр. 1940 г.                                                 | 9,66 кг | 0,66 кг                    | 474—480 мм                 | 90 мм           | 110 мм               | 1 шт. (АГМ-1к/д)                           |
| АО-10сч обр. 1941 г.                                                 | 9,5 кг  | 0,84 кг                    | 476—482 мм                 | 90 мм           | 110 мм               | 1 шт. (АГМ-1к/д, АВ-4, АМ-А, АВШ-2)        |
| Примечания 1. 2. 3. 4. 5. 6.                                         |         |                            |                            |                 |                      |                                            |